# کاروانسرای خراسانی
کاروانسرای خراسانی یا کاروانسرای میرزای خویدکی (میرزا کور)  (به گویش محلی: کاروونسَرا مِرزا خِتکی (مِرزا کور)) مربوط به دوره قاجار است و در یزد، خیابان سلمان فارسی، کوچه قصابها، کاروانسرای خراسانی واقع شده و این اثر در تاریخ ۲۰ اردیبهشت ۱۳۸۶ با شمارهٔ ثبت ۱۹۰۷۸ به‌عنوان یکی از آثار ملی ایران به ثبت رسیده است.